# Markus Schubert
Markus Schubert, född 12 juni 1998 i Freiberg, är en tysk fotbollsmålvakt som spelar för Vitesse.

## Klubbkarriär

### Tidig karriär
Schubert började spela fotboll i SV Lok Nossen som sexåring. Som tioåring gick Schubert till SC Riesa och 2011 gick han vidare till Dynamo Dresden.

### Dynamo Dresden
Inför säsongen 2015/2016 flyttades Schubert upp i Dynamo Dresdens A-lag. Han debuterade i 3. Liga den 28 november 2015 i en 0–0-match mot Preussen Münster. Dynamo Dresden blev under säsongen uppflyttade till 2. Bundesliga. Följande säsong blev det endast spel i U19-laget för Schubert som spelade 25 matcher i U19-Bundesliga.
Säsongen 2017/2018 spelade han nio matcher i 2. Bundesliga. Säsongen 2018/2019 blev Schubert klubbens förstemålvakt och spelade 31 ligamatcher.

### Schalke 04
Inför säsongen 2019/2020 värvades Schubert av Schalke 04, där han skrev på ett fyraårskontrakt. Schubert debuterade den 15 december 2019 i en 1–0-vinst över Eintracht Frankfurt, där han blev inbytt efter att ordinarie målvakten Alexander Nübel fått rött kort.
Den 30 september 2020 lånades Schubert ut till Eintracht Frankfurt på ett låneavtal över säsongen 2020/2021.

### Vitesse
Den 14 juli 2021 värvades Schubert av nederländska Vitesse, där han skrev på ett treårskontrakt.

## Landslagskarriär
Schubert debuterade för Tysklands U17-landslag den 15 februari 2015 i en 1–0-vinst över Nederländerna. Han var en del av Tysklands lag vid U17-EM 2015 och U17-VM 2015, dock utan att få någon speltid.
Han har därefter spelat för samtliga ungdomslandslag mellan U18 och U21.